# اشتباكات حكاري أكتوبر 2007
```
كانت 
الاشتباكات التي وقعت في أكتوبر/تشرين الأول 2007 في حكاري
 عبارة عن سلسلة من الاشتباكات بين 
حزب العمال الكردستاني
 والقوات 
المسلحة التركية
.
```

## هجمات 7-8 أكتوبر
في السابع من أكتوبر/تشرين الأول، نصبت قوة كبيرة تابعة لحزب العمال الكردستاني كمينًا لوحدة كوماندوز تركية قوامها 18 جنديًا في جبال غاربار بمحافظة شرناق، مما أسفر عن مقتل 13 جنديًا وإصابة ثلاثة آخرين. قُتل مقاتل من حزب العمال الكردستاني. وعقب الهجوم، قصف الجيش مناطق قرب الحدود العراقية التركية لمنع المسلحين من العبور إلى شمال العراق.
تُمثل خسائر كمين السابع من أكتوبر/تشرين الأول أعلى حصيلة وفيات يتكبدها الجيش التركي منذ أكثر من عقد، وقد أثارت غضبًا شعبيًا واسع النطاق. في الأيام التي تلت الكمين، هيمنت على الصحافة التركية رسوماتٌ للجنود القتلى وصورٌ لجنازاتهم وأقاربهم المفجوعين. لطالما قاوم حزب العدالة والتنمية الحاكم الدعوات إلى توجيه ضربة عسكرية لمعسكرات حزب العمال الكردستاني في شمال العراق، ويرجع ذلك أساسًا إلى معارضة الولايات المتحدة. ونتيجةً لذلك، يُحمّل العديد من الأتراك واشنطن مسؤوليةً جزئيةً على الأقل عن مقتل أي جندي تركي على يد حزب العمال الكردستاني.
وفي التاسع من أكتوبر/تشرين الأول، وافق اجتماع استمر ثلاث ساعات ونصف للمجلس الأعلى لمكافحة الإرهاب، والذي يضم وزراء في الحكومة ومسؤولين عسكريين واستخباراتيين، على إنشاء الإطار القانوني اللازم لاتخاذ تدابير إضافية ضد حزب العمال الكردستاني، بدءاً بالموافقة البرلمانية على نشر القوات التركية خارج البلاد.
وبعد أيام قليلة، وافقت الجمعية الوطنية الكبرى على إجراء يمنح القوات التركية الحق في تنفيذ عملية توغل في شمال العراق.
قبل الهجوم، قدم ياشار بويوك كانيت، رئيس هيئة الأركان العامة، وعدًا شفهيًا لكيم كوان جين، رئيس هيئة الأركان المشتركة، بأن تركيا ستضمن السلامة المطلقة لفرقة الزيتون المتمركزة في أربيل من خلال معاملة القوات الكورية على قدم المساواة مع الجنود الأتراك في حالة شن حملة على المتمردين الأكراد داخل الحدود العراقية.

## هجوم 21 أكتوبر
فجّر حزب العمال الكردستاني جسر شاران الواقع في منطقة داغليجا في قضاء يوكسيكوفا، حيث توجد منحدرات شديدة الانحدار وعالية ومنحدرات عميقة، باستخدام متفجرات شديدة الانفجار قبل الهجوم الغادر الذي صدم تركيا. وهكذا، هاجم حزب العمال الكردستاني، الذي منع التعزيزات العسكرية من الوصول إلى المنطقة، الوحدة العسكرية بأسلحة ثقيلة بعد حوالي نصف ساعة من تدمير الجسر الذي يبلغ طوله 35 مترًا وعرضه 6 أمتار. لم يتمكن سوى الدعم الجوي من الوصول إلى داغليجا، التي تقع في وادٍ عميق ذي منحدرات شديدة الانحدار تشبه مثلث الشيطان ويبلغ ارتفاعها عشرات الأمتار. كانت كابلات التفجير الخاصة باللغم، التي كانت متصلة بالجسر، تزن أطنانًا. ثم شن مهاجمو حزب العمال الكردستاني هجومًا على موقع عسكري، مما أسفر عن مقتل 12 جنديًا وإصابة 16 آخرين. أُسِرَ ثمانية جنود أتراك من قبل حزب العمال الكردستاني.
شرح أحد الجنود الأتراك الجرحى الهجوم في مقابلة. "في منتصف ليل السبت/الأحد، تسللوا إلى وحدتنا. كانوا مكتظين للغاية، وجاءوا محملين بأسلحة ثقيلة. كنا 50 شخصًا على التل. لم تكن لدينا فرصة للنوم. كنا نتولى حماية التل. كنا نعلم أنهم قريبون جدًا منا، وكانت أصواتهم مسموعة. كنا أيضًا نستمع إلى محادثاتهم اللاسلكية. ووفقًا لما علمته من رؤسائنا، قال أحدنا، الذي كان يعرفنا: "يمكنكم المجيء إلى هنا، هذا المكان أعزل". جاؤوا على الفور، من كل مكان. وحاصروا المنطقة العليا تحديدًا. كنا نعلم أنهم سيأتون قبل يومين. كان عددهم كبيرًا. رأيناهم في مناوباتهم، يملؤون أسلحتهم ويفرغونها ويعيدون تعبئتها، ورأينا كل ما يفعلونه. كانت هناك كاميرا حرارية وكاميرا للرؤية الليلية. رأينا كل شيء. أطلق رجالنا 3-4 قذائف هاون على مسافة ثمانية كيلومترات إلى الجانب الآخر."
"أعتقد أن عدد الذين جاؤوا تجاوز 150 شخصًا، لأنهم حلّقوا حول ثلاث مناطق. كنا جميعًا مستيقظين. بدأ الأمر في الساعة 12:30 ليلًا. وفي الرابعة إلا ربعًا، وصلت مروحيات كوبرا. حتى تلك الساعة، كنا نحاول دائمًا الدفاع. نفدت ذخيرتنا. كان لديّ ثلاثة مخازن متبقية. أخذت مخازن أصدقائنا الشهداء. أنهيت خمسة مخازن. ألقيتُ قنبلة يدوية. وجدتُ سترة هجومية. هاجموا من الأعلى ومن الخلف. كنا ننتظر في المقدمة. جاؤوا من أماكن لم نستطع الدخول إليها أو الخروج منها. لقد حددنا مواقعهم بالفعل. كانوا على بُعد خمسة عشر مترًا أمامي. كانوا يتحدثون الكردية أو ما شابه. لطالما سمعتُ أسماءهم. كان لديهم صواريخ. كانوا أقوياء جدًا. كان هناك رجال أحضروا حتى رشاشين من نوع دوشكا. إنه سلاح ثقيل جدًا. أحضروا أسلحة وقنابل يدوية... استشهد منا 7-8 أشخاص. كنا 50 شخصًا. انخفض عددنا إلى 20 شخصًا. 14 منهم هنا في المستشفى. هم بصحة جيدة. البقية رحلوا معهم. أو أنه استشهد."
"ثم عندما بدأت طائرات الكوبرا بالدفع، أخذوا الأطفال وغادروا. أعتقد أنني أطلقت النار على أحدهم، لأنني سمعت صوت قنبلة يدوية تسقط. كان على بُعد عشرة أمتار مني. كنا في الطابق السفلي. مات العديد من أصدقائي معي. حملت اثنين منهم على ظهري إلى المروحية. عندما غادروا، جمعنا الجرحى من اليمين واليسار. أنا مصاب أيضًا، لكنني بخير مقارنةً بالأطفال الآخرين. لا توجد مشكلة في صحتي..."
وأرسلت القوات المسلحة التركية تعزيزات وطائرات هليكوبتر إلى المنطقة بعد ذلك بوقت قصير رداً على ذلك، وقُتل 32 من مسلحي حزب العمال الكردستاني في المراحل الأولى من العملية.
على مقربة من موقع الكمين، اصطدمت حافلة صغيرة تقلّ حفل زفاف بلغم أرضي يُعتقد أن حزب العمال الكردستاني زرعه. أصيب سبعة عشر مدنياً (منهم ستة أطفال) وتحطمت الحافلة بالكامل. نُقل الجرحى جواً إلى مستشفى يوكسكوفا.

### الهجمات المضادة
أُطلقت نيران المدفعية على شمال العراق عقب هجمات 21 أكتوبر. وفي مطلع 24 أكتوبر، انطلقت مروحيات AH-1 كوبرا وطائرات F-16 فايتنج فالكون من قاعدة ديار بكر الجوية، وقصفت معسكرات حزب العمال الكردستاني على مسافة تصل إلى 50 كيلومترًا داخل الأراضي العراقية.
بدأت قوات الكوماندوز التركية عملية مطاردة حثيثة في شمال العراق للعثور على الجنود الأتراك الثمانية المفقودين. وزعمت محادثات لاسلكية بين عناصر حزب العمال الكردستاني على قناة مفتوحة أنه بعد التقاط صورهم، نُقل اثنان من الجنود الثمانية إلى أربيل. أُطلق سراح الجنود في نهاية المطاف في 4 نوفمبر/تشرين الثاني.
وفي عملية البحث والتدمير في محيط منطقة الهجوم، استولت تركيا على 3 بنادق هجومية من طراز AK-47 ، و36 قنبلة يدوية، وقاذفة صواريخ RPG-7، و27 صاروخًا، و153 خرطوشة من طراز AK-47، و10 مخازن من طراز AK-47، و500 جرام من المتفجرات سي-فور من المنطقة.
في 28 أكتوبر، نفذ 8000 جندي تركي بدعم جوي عملية كبيرة في محافظة تونجلي، مما أسفر عن مقتل 20 عضوًا من حزب العمال الكردستاني.

### ردود الفعل
أذربيجان: قال المتحدث باسم وزارة الخارجية الأذربيجانية، خزار إبراهيم، في مؤتمر صحفي: "حزب العمال الكردستاني منظمة إرهابية، وأذربيجان، بوصفها دولة تعاني من الإرهاب، تتفهم وتدعم إجراءات تركيا". وقد أدت هجمات حزب العمال الكردستاني إلى اندلاع احتجاجات عفوية في 21 أكتوبر 2007 في باكو، عاصمة أذربيجان، ردًا على ذلك.
بلجيكا: اندلعت احتجاجات مناهضة لحزب العمال الكردستاني في منطقتي سكاربيك وسان-جوس ببلجيكا، شارك فيها نحو 800 متظاهر، واندلعت خلالها اشتباكات مع الشرطة. وأُصيب 100 شخص، فيما اصطدم بعض المتظاهرين بسيارة دورية للشرطة، مما أدى إلى إصابة الضباط الثلاثة الذين كانوا بداخلها. واُعتُقل ثلاثة أشخاص بتهمة الشروع في القتل نتيجة لذلك.
كندا: صرّح وزير الخارجية ماكسيم برنييه قائلاً: "كندا تدين الهجمات الإرهابية التي تعرضت لها تركيا على يد حزب العمال الكردستاني (PKK)".
فرنسا: أدلى وزير الخارجية برنار كوشنير بتصريح قال فيه: "ندين بأشد العبارات هجوم حزب العمال الكردستاني في 21 أكتوبر، الذي أسفر عن مقتل 12 جنديًا تركيًا. [...] بالنسبة لفرنسا والاتحاد الأوروبي، يُعد حزب العمال الكردستاني منظمة إرهابية يجب مكافحتها بحزم في كل مكان".
ألمانيا: صرّح وزير الخارجية فرانك-فالتر شتاينماير بأن "الحكومة الفيدرالية تدين أي نوع من الإرهاب بأشد العبارات". أما رئيس الجالية التركية في ألمانيا، كنان كولات، فقال: "لا يمكن أن يكون للهجمات أي مبرر مشروع. ولكن لأوضح لأصدقائنا الأوروبيين: عندما يتعلق الأمر بالإرهاب الإسلامي، تطلبون منا معارضته، لكنني أعتقد أن أصدقاءنا الأوروبيين ليست لديهم نفس الحساسية تجاه الإرهاب كما هو الحال لدينا".
اليونان: أدلى وزير الخارجية بتصريح قال فيه: "شجعنا الحكومة التركية مرة أخرى في جهودها الدبلوماسية، مدينين كل عمل إرهابي يقع على أراضيها، وهذا موقف ثابت لليونان".
العراق: استعدادًا لاحتمال توغل تركي في شمال العراق، نشرت سلطات إقليم كردستان مزيدًا من مقاتلي البيشمركة على الحدود. صرّح كل من جلال طالباني ومسعود برزاني بأن على حزب العمال الكردستاني مغادرة العراق إذا أراد القتال، وأكدا أنهما لن يسلّما "حتى قطة" — فضلًا عن أي كردي — للسلطات التركية، وأنهما لن ينحازا لأي طرف. وفي تصريح منفصل، قال برزاني إنهم لا يعتبرون حزب العمال الكردستاني منظمة إرهابية. كما قال الرئيس العراقي طالباني إن الحزب سيلقي السلاح. وبعد مكالمة هاتفية من كوندوليزا رايس، دعا برزاني الحزب إلى وقف إطلاق النار، لكن الحزب أعلن أن وقف إطلاق النار ليس مطروحًا. من جانبه، صرّح رئيس الوزراء نوري المالكي بأن جميع مكاتب حزب العمال الكردستاني ستُغلق، وأنه سيُمنع من استخدام الأراضي العراقية لعملياته، وأضاف خلال مناقشة مع وزير الخارجية التركي باباجان أن الحزب يشكل تهديدًا للعراق أيضًا، إذ يستهدف أنابيب النفط العراقية، وهي مصدر دخل بالغ الأهمية للبلاد.
إيطاليا: عبّر رئيس مجلس الوزراء رومانو برودي، في مكالمة هاتفية، عن تعازيه وتضامنه إثر حادثة الإرهاب التي وقعت في 26 أكتوبر.
اليابان: أصدرت وزارة الخارجية بيانًا جاء فيه: "إن حكومة اليابان تشعر بالقلق إزاء الوضع الأمني الأخير في جمهورية تركيا، حيث وقع عدد من الضحايا، بينهم مدنيون، جراء الهجمات الإرهابية التي شنّها حزب العمال الكردستاني (PKK). لا يمكن تبرير الإرهاب لأي سبب من الأسباب. إن حكومة اليابان تدين بشدة سلسلة أعمال العنف الأخيرة التي ارتكبها الحزب. كما تدعو حكومة اليابان حكومة العراق إلى اتخاذ التدابير المناسبة لوقف الأنشطة الإرهابية لعناصر الحزب المختبئين في شمال العراق، وتدعو حكومة تركيا إلى ممارسة أقصى درجات ضبط النفس. وتأمل اليابان أن تهدأ الأوضاع سريعًا من خلال تعاون الدول المعنية".
تركيا: أدت هجمات حزب العمال الكردستاني إلى موجة من الاحتجاجات العفوية في 21 أكتوبر 2007 في عدة مدن بأنحاء تركيا. في إسطنبول، تمركزت الاحتجاجات في ميدان تقسيم، حيث وزع نشطاء سياسيون أعلامًا تركية صغيرة على المتجمعين هناك. كما أُلغيت جميع الحفلات والبرامج الترفيهية المقررة ردًا على الهجمات. وأدان عدد من رجال الأعمال الأتراك هذه الاعتداءات. تطوع 4,500 شخص، من بينهم 350 امرأة، للانضمام إلى القوات المسلحة لمحاربة الحزب، وكان 1,200 منهم قد أنهوا بالفعل خدمتهم العسكرية الإلزامية. وتناقش الحكومة التركية حاليًا كيفية الرد على الهجمات، كما تدرس احتمال قطع الكهرباء المصدّرة إلى شمال العراق، دون أن يُحسم القرار بعد. وقد بلغ الوجود العسكري التركي على الحدود العراقية "أعلى مستوياته" مع وصول تعزيزات كبيرة من الدبابات والمعدات العسكرية الأخرى. وأكدت تركيا، في اجتماع دول جوار العراق المقرر في 2 نوفمبر، أنها قد تتجنب تنفيذ عملية برية في شمال العراق إذا بدأت بغداد بتسليم قادة الحزب الواردة أسماؤهم في قائمة من 150 شخصًا سبق تسليمها، وإذا جاء الوفد العراقي المقرر وصوله في 25 أكتوبر ومعه معلومات استخباراتية مفيدة.
المملكة المتحدة: قال رئيس الوزراء البريطاني غوردون براون، في مؤتمر صحفي مع رئيس الوزراء التركي رجب طيب أردوغان، إنهم "يدينون بشكل مطلق وواضح العنف الإرهابي الذي يمارسه حزب العمال الكردستاني"، مضيفًا أنهم بصدد توقيع شراكة استراتيجية مع تركيا.
الولايات المتحدة: طلبت وزيرة الخارجية كوندوليزا رايس من تركيا منحهم بضعة أيام للرد بشكل مناسب على الهجمات، وأشار رئيس الوزراء التركي إلى أن رايس كانت توحي بأن الولايات المتحدة قد تتحرك بالتنسيق مع تركيا. كما اتصل الرئيس الأمريكي جورج بوش بالرئيس التركي عبد الله غل وأكد أن الولايات المتحدة تقف إلى جانب تركيا في حربها ضد الحزب، مضيفًا أنه سيواصل الضغط على العراقيين لاتخاذ إجراءات ضد الحزب. وقال ديفيد ساترفيلد، المستشار البارز لوزيرة الخارجية بشأن العراق، إنهم غير راضين عن تقاعس القادة الأكراد عن التحرك.
الولايات المتحدة والمملكة المتحدة: في بيان مشترك، أعلنت وزيرة الخارجية الأمريكية كوندوليزا رايس ووزير الخارجية البريطاني ديفيد ميليباند أنهما "يدينان الهجمات الأخيرة التي نفذتها جماعة حزب العمال الكردستاني الإرهابية ضد تركيا ومواطنيها"، وحثا "السلطات العراقية وحكومة إقليم كردستان على اتخاذ خطوات فورية لوقف عمليات الحزب من الأراضي العراقية"."
حلف الناتو: أدان الأمين العام للحلف، ياب دي هوب شيفر، "بشدة" الهجوم الأخير للحزب نيابة عن حلفاء الناتو.
الاتحاد الأوروبي: صرّح رئيس البرلمان الأوروبي هانز-غيرت بوتيرينغ بإدانة "شاملة لأعمال العنف الإرهابية التي ارتكبها الحزب على الأراضي التركية، لا سيما الهجمات التي وقعت خلال عطلة نهاية الأسبوع الماضية". وحث البيان المجتمع الدولي، وخاصة الأطراف الفاعلة الرئيسة في المنطقة، على دعم جهود تركيا في حماية سكانها ومكافحة الإرهاب. كما قال رئيس المفوضية الأوروبية جوزيه مانويل باروزو إن من حق تركيا أن تدافع عن نفسها، مضيفًا أنهم يدينون هجوم الحزب.